# UEFA Women's Champions League 2024-2025 - Qualificazioni
Questa voce raccoglie un approfondimento sulle gare del turno preliminare di qualificazione dell'edizione 2024-2025 della UEFA Women's Champions League.

## Formato
Il formato della competizione è rimasto inalterato rispetto all'edizione precedente, includendo per la quarta volta una fase a gironi con partite di andata e ritorno. La fase di qualificazione è stata organizzata su due turni. I due turni di qualificazione sono stati suddivisi su due percorsi, uno per le squadre vincitrici dei rispettivi campionati nazionali (percorso Campioni) e l'altro per le squadre piazzatesi al secondo o terzo posto nei rispettivi campionati nazionali (percorso Piazzate). Al primo turno prendono parte 43 squadre nel percorso Campioni e 16 squadre nel percorso Piazzate. Nel percorso Campioni del primo turno le squadre sono state suddivise in 11 minitornei, dieci dei quali composti da quattro squadre, mentre uno da tre squadre. Le squadre si affrontano in gare secche di semifinali e finale; le vincitrici degli 11 minitornei accedono al secondo turno, dove entrano altre tre squadre ammesse direttamente al secondo turno. Nel secondo turno le 14 squadre del percorso Campioni si affrontano in partite di andata e ritorno e le 7 vincitrici sono ammesse alla fase a gironi. Nel percorso Piazzate del primo turno le squadre sono state suddivise in 4 minitornei composti da quattro squadre ciascuno. Le squadre si affrontano in gare secche di semifinali e finale; le vincitrici dei 4 minitornei accedono al secondo turno, dove entrano altre sei squadre ammesse direttamente al secondo turno. Nel secondo turno le 10 squadre del percorso Piazzate si affrontano in partite di andata e ritorno e le 5 vincitrici sono ammesse alla fase a gironi.

## Squadre partecipanti
Alle qualificazioni hanno avuto accesso complessivamente 68 delle 72 squadre iscritte al torneo, delle quali 46 squadre vincitrici del rispettivo campionato nazionale, inserite nel percorso Campioni, e 22 squadre piazzatesi al secondo o terzo posto nel rispettivo campionato nazionale e appartenenti alle federazioni classificate dal 1º al 16º posto nel ranking UEFA.
| Legenda                                                         | Legenda |
| --------------------------------------------------------------- | ------- |
| I club vincitori del secondo turno avanzano alla fase a gironi. |         |

| Squadre             | Coeff    |
| Campioni            | Campioni |
| ------------------- | -------- |
| Slavia Praga        | 33,466   |
| Roma                | 28,800   |
| Hammarby            | 4,999    |
| Piazzate            |          |
| Paris Saint-Germain | 98,966   |
| Wolfsburg           | 92,799   |
| Real Madrid         | 41,633   |
| Manchester City     | 40,999   |
| Juventus            | 40,800   |
| Häcken              | 34,999   |

| Squadre          | Coeff    |
| Campioni         | Campioni |
| ---------------- | -------- |
| Benfica          | 36,800   |
| St. Pölten       | 32,250   |
| BIIK Kazygurt    | 21,450   |
| Twente           | 18,400   |
| Vllaznia         | 16,800   |
| Vålerenga        | 15,300   |
| Vorskla          | 14,800   |
| Apollōn Lemesou  | 14,400   |
| Anderlecht       | 14,400   |
| Valur            | 13,050   |
| SFK 2000         | 12,000   |
| Ferencváros      | 11,400   |
| Servette Chênois | 11,350   |
| Mura             | 10,800   |
| Gintra           | 10,200   |
| Dinamo-BGU       | 9,100    |
| PAOK             | 8,400    |
| Breznica         | 8,400    |
| RFCU Lussemburgo | 7,200    |
| Mitrovica        | 7,100    |
| KuPS             | 7,000    |
| Osijek           | 6,700    |

| Squadre                | Coeff    |
| Campioni               | Campioni |
| ---------------------- | -------- |
| Birkirkara             | 6,600    |
| SFK Rīga               | 6,600    |
| Flora Tallinn          | 6,600    |
| Kiryat Gat             | 6,400    |
| Celtic                 | 6,400    |
| Agarista-ȘS Anenii Noi | 5,400    |
| Lanchkhuti             | 5,400    |
| NSA Sofia              | 5,300    |
| KÍ Klaksvík            | 4,800    |
| Nordsjælland           | 4,350    |
| Spartak Myjava         | 4,300    |
| Peamount United        | 4,100    |
| Glentoran              | 3,600    |
| Ljuboten               | 2,800    |
| Stella Rossa           | 2,800    |
| Cardiff City FC        | 2,200    |
| Pogoń Stettino         | 1,800    |
| Farul Constanța        | 1,500    |
| Galatasaray            | 1,500    |
| P'yownik               | 0,600    |
| Neftçi Baku            | 0,000    |

| Squadre               | Coeff    |
| Piazzate              | Piazzate |
| --------------------- | -------- |
| Arsenal               | 57,999   |
| Atlético Madrid       | 34,633   |
| Paris FC              | 26,666   |
| Sparta Praga          | 24,466   |
| Eintracht Francoforte | 24,799   |
| Ajax                  | 23,400   |
| Brøndby               | 22,350   |
| FK Minsk              | 21,100   |
| Breiðablik            | 18,050   |
| Fiorentina            | 16,800   |
| Rosenborg             | 9,300    |
| Sporting Lisbona      | 6,800    |
| Linköping             | 6,499    |
| Rangers               | 6,400    |
| First Vienna          | 4,250    |
| Kolos Kovalivka       | 3,800    |

## Primo turno

### Sorteggio
Il sorteggio per il primo turno di qualificazione si è tenuto a Nyon il 5 luglio 2024.
| Percorso Campioni | Percorso Campioni |
| Testa di serie | Non testa di serie |
| --- | --- |
| Benfica St. Pölten BIIK Kazygurt Twente Vllaznia Vålerenga Vorskla Apollōn Lemesou Anderlecht Valur SFK 2000 Ferencváros Servette Mura Gintra Dinamo Minsk PAOK Breznica RFCU Lussemburgo Mitrovica KuPS Osijek | Birkirkara SFK Rīga Flora Tallinn Kiryat Gat Celtic Agarista-ȘS Anenii Noi Lanchkhuti NSA Sofia KÍ Klaksvík Nordsjælland Spartak Myjava Peamount United Glentoran Ljuboten Stella Rossa Cardiff City Pogoń Stettino Farul Constanța Galatasaray P'yownik Neftçi Baku |

| Percorso Piazzate                                                                         | Percorso Piazzate                                                                               |
| Testa di serie                                                                            | Non testa di serie                                                                              |
| ----------------------------------------------------------------------------------------- | ----------------------------------------------------------------------------------------------- |
| Arsenal Atletico Madrid Paris FC Sparta Praga Eintracht Francoforte Ajax Brøndby FK Minsk | Breiðablik Fiorentina Rosenborg Sporting Lisbona Linköping Rangers First Vienna Kolos Kovalivka |

### Percorso Campioni

#### Gruppo 1

##### Tabellone
|  | Semifinali   | Semifinali   | Semifinali |         |          | Finale          | Finale          | Finale          |  |
|  |              |              |            |         |          |                 |                 |                 |  |
|  | SFK 2000     | SFK 2000     | 3          |         |          |                 |                 |                 |  |
|  | SFK 2000     | SFK 2000     | 3          |         |          |                 |                 |                 |  |
|  | KÍ Klaksvík  | KÍ Klaksvík  | 0          |         |          |                 |                 |                 |  |
|  | KÍ Klaksvík  | KÍ Klaksvík  | 0          |         | SFK 2000 | SFK 2000        | 0               |                 |  |
|  |              |              |            |         | SFK 2000 | SFK 2000        | 0               |                 |  |
|  |              |              | Benfica    | Benfica | 4        |                 |                 |                 |  |
|  | Benfica      | Benfica      | Benfica    | Benfica | 4        | 3               |                 |                 |  |
|  | Benfica      | Benfica      |            |         |          | 3               |                 |                 |  |
|  | Nordsjælland | Nordsjælland | 1          |         |          | Finale 3º posto | Finale 3º posto | Finale 3º posto |  |
|  | Nordsjælland | Nordsjælland | 1          |         |          |                 |                 |                 |  |
|  |              |              |            |         |          |                 |                 |                 |  |
|  |              |              |            |         |          | KÍ Klaksvík     | KÍ Klaksvík     | 0               |  |
|  |              |              |            |         |          | KÍ Klaksvík     | KÍ Klaksvík     | 0               |  |
|  |              |              |            |         |          | Nordsjælland    | Nordsjælland    | 2               |  |

##### Semifinali
| Arbitro: | Cruc |

|                                |           |  |
| Krajnić 29’ Kršo 71’ Medić 80’ | Marcatori |  |

| Arbitro: | Tsioflíki |

|                                     |           |            |
| Martín-Prieto 23’, 45+2’ Raysla 39’ | Marcatori | 56’ Walter |

##### Finale 3º posto
| Arbitro: | Tschon |

|  |           |                         |
|  | Marcatori | 6’ Scheuer 88’ Andersen |

##### Finale
| Arbitro: | Resta |

|                                                    |           |  |
| Amado 6’ Martín-Prieto 11’ Davidson 25’ Alidou 68’ | Marcatori |  |

#### Gruppo 2

##### Tabellone
|  | Semifinali  | Semifinali  | Semifinali |            |          | Finale          | Finale          | Finale          |  |
|  |             |             |            |            |          |                 |                 |                 |  |
|  | Vllaznia    | Vllaznia    | 3          |            |          |                 |                 |                 |  |
|  | Vllaznia    | Vllaznia    | 3          |            |          |                 |                 |                 |  |
|  | Lanchkhuti  | Lanchkhuti  | 0          |            |          |                 |                 |                 |  |
|  | Lanchkhuti  | Lanchkhuti  | 0          |            | Vllaznia | Vllaznia        | 0               |                 |  |
|  |             |             |            |            | Vllaznia | Vllaznia        | 0               |                 |  |
|  |             |             | St. Pölten | St. Pölten | 1        |                 |                 |                 |  |
|  | St. Pölten  | St. Pölten  | St. Pölten | St. Pölten | 1        | 5               |                 |                 |  |
|  | St. Pölten  | St. Pölten  |            |            |          | 5               |                 |                 |  |
|  | Neftçi Baku | Neftçi Baku | 0          |            |          | Finale 3º posto | Finale 3º posto | Finale 3º posto |  |
|  | Neftçi Baku | Neftçi Baku | 0          |            |          |                 |                 |                 |  |
|  |             |             |            |            |          |                 |                 |                 |  |
|  |             |             |            |            |          | Lanchkhuti      | Lanchkhuti      | 2               |  |
|  |             |             |            |            |          | Lanchkhuti      | Lanchkhuti      | 2               |  |
|  |             |             |            |            |          | Neftçi Baku     | Neftçi Baku     | 1               |  |

##### Semifinali
| Arbitro: | Pimenta de Oliveira |

|                               |           |  |
| Doçi 42’ Borci 45+4’ Ndoj 82’ | Marcatori |  |

| Arbitro: | Kumer |

|                                                           |           |  |
| Hillebrand 12’, 17’ Klein 16’ (rig.) Zver 47’ Dubcová 51’ | Marcatori |  |

##### Finale 3º posto
| Arbitro: | Lanssens |

|                            |           |           |
| Ramírez 13’ Sulashvili 55’ | Marcatori | 53’ Dülek |

##### Finale
| Arbitro: | Marotta |

|             |           |  |
| Dubcová 16’ | Marcatori |  |

#### Gruppo 3

##### Tabellone
|  | Semifinali             | Semifinali             | Semifinali |        |        | Finale                 | Finale                 | Finale          |  |
|  |                        |                        |            |        |        |                        |                        |                 |  |
|  | KuPS                   | KuPS                   | 1          |        |        |                        |                        |                 |  |
|  | KuPS                   | KuPS                   | 1          |        |        |                        |                        |                 |  |
|  | Celtic (dts)           | Celtic (dts)           | 3          |        |        |                        |                        |                 |  |
|  | Celtic (dts)           | Celtic (dts)           | 3          |        | Celtic | Celtic                 | 2                      |                 |  |
|  |                        |                        |            |        | Celtic | Celtic                 | 2                      |                 |  |
|  |                        |                        | Gintra     | Gintra | 0      |                        |                        |                 |  |
|  | Gintra                 | Gintra                 | Gintra     | Gintra | 0      | 5                      |                        |                 |  |
|  | Gintra                 | Gintra                 |            |        |        | 5                      |                        |                 |  |
|  | Agarista-ȘS Anenii Noi | Agarista-ȘS Anenii Noi | 0          |        |        | Finale 3º posto        | Finale 3º posto        | Finale 3º posto |  |
|  | Agarista-ȘS Anenii Noi | Agarista-ȘS Anenii Noi | 0          |        |        |                        |                        |                 |  |
|  |                        |                        |            |        |        |                        |                        |                 |  |
|  |                        |                        |            |        |        | KuPS                   | KuPS                   | 6               |  |
|  |                        |                        |            |        |        | KuPS                   | KuPS                   | 6               |  |
|  |                        |                        |            |        |        | Agarista-ȘS Anenii Noi | Agarista-ȘS Anenii Noi | 0               |  |

##### Semifinali
| Arbitro: | Van Laere |

|           |           |                      |
| Ariyo 18’ | Marcatori | 63’, 91’, 97’ Noonan |

| Arbitro: | Tiryaki |

|                                                      |           |  |
| T. Shamase 39’ S. Shamase 49’, 75’, 81’ Jaatinen 71’ | Marcatori |  |

##### Finale 3º posto
| Arbitro: | Česen |

|                                                                     |           |  |
| Ariyo 2’, 9’ Nurmi 50’ Kaikkonen 75’ Santamäki 83’ (rig.) Rochi 88’ | Marcatori |  |

##### Finale
| Arbitro: | Čelik |

|  |           |                           |
|  | Marcatori | 21’ McGregor 81’ Loferski |

#### Gruppo 4

##### Tabellone
|  | Semifinali       | Semifinali       | Semifinali |            |            | Finale          | Finale          | Finale          |  |
|  |                  |                  |            |            |            |                 |                 |                 |  |
|  | Breznica         | Breznica         | 1          |            |            |                 |                 |                 |  |
|  | Breznica         | Breznica         | 1          |            |            |                 |                 |                 |  |
|  | Birkirkara (dts) | Birkirkara (dts) | 2          |            |            |                 |                 |                 |  |
|  | Birkirkara (dts) | Birkirkara (dts) | 2          |            | Birkirkara | Birkirkara      | 0               |                 |  |
|  |                  |                  |            |            | Birkirkara | Birkirkara      | 0               |                 |  |
|  |                  |                  | Anderlecht | Anderlecht | 5          |                 |                 |                 |  |
|  | Anderlecht       | Anderlecht       | Anderlecht | Anderlecht | 5          | 4               |                 |                 |  |
|  | Anderlecht       | Anderlecht       |            |            |            | 4               |                 |                 |  |
|  | Stella Rossa     | Stella Rossa     | 1          |            |            | Finale 3º posto | Finale 3º posto | Finale 3º posto |  |
|  | Stella Rossa     | Stella Rossa     | 1          |            |            |                 |                 |                 |  |
|  |                  |                  |            |            |            |                 |                 |                 |  |
|  |                  |                  |            |            |            | Breznica        | Breznica        | 0               |  |
|  |                  |                  |            |            |            | Breznica        | Breznica        | 0               |  |
|  |                  |                  |            |            |            | Stella Rossa    | Stella Rossa    | 3               |  |

##### Semifinali
| Arbitro: | Torosyan |

|                                               |           |               |
| Vătafu 6’ Deloose 19’ Delabre 58’ Vanzeir 74’ | Marcatori | 90+5’ Matejić |

| Arbitro: | Thompson |

|            |           |                           |
| Jankov 17’ | Marcatori | 60’, 109’ (rig.) Hazekawa |

##### Finale 3º posto
| Arbitro: | Molinaro |

|                       |           |  |
| Matejić 38’, 75’, 82’ | Marcatori |  |

##### Finale
| Arbitro: | Sorokopudova |

|                                                                     |           |  |
| Delabre 16’ Minnaert 51’ Vanzeir 53’ Bennink 90+3’ Teinturier 90+5’ | Marcatori |  |

#### Gruppo 5

##### Tabellone
|  | Semifinali      | Semifinali      | Semifinali |       |        | Finale          | Finale          | Finale          |  |
|  |                 |                 |            |       |        |                 |                 |                 |  |
|  | Twente          | Twente          | 7          |       |        |                 |                 |                 |  |
|  | Twente          | Twente          | 7          |       |        |                 |                 |                 |  |
|  | Cardiff City FC | Cardiff City FC | 0          |       |        |                 |                 |                 |  |
|  | Cardiff City FC | Cardiff City FC | 0          |       | Twente | Twente          | 5               |                 |  |
|  |                 |                 |            |       | Twente | Twente          | 5               |                 |  |
|  |                 |                 | Valur      | Valur | 0      |                 |                 |                 |  |
|  | Valur           | Valur           | Valur      | Valur | 0      | 10              |                 |                 |  |
|  | Valur           | Valur           |            |       |        | 10              |                 |                 |  |
|  | Ljuboten        | Ljuboten        | 0          |       |        | Finale 3º posto | Finale 3º posto | Finale 3º posto |  |
|  | Ljuboten        | Ljuboten        | 0          |       |        |                 |                 |                 |  |
|  |                 |                 |            |       |        |                 |                 |                 |  |
|  |                 |                 |            |       |        | Cardiff City FC | Cardiff City FC | 0               |  |
|  |                 |                 |            |       |        | Cardiff City FC | Cardiff City FC | 0               |  |
|  |                 |                 |            |       |        | Ljuboten        | Ljuboten        | 2               |  |

##### Semifinali
| Arbitro: | Johansson |

| |           |  |
| Ingadóttir 2’, 63’ Jónsdóttir 5’ Anasi 13’ Ágúrdóttir 18’ Pétúrsdóttir 35’ Tryggvadóttir 51’, 52’, 81’ Thorvalsdóttir 71’ | Marcatori |  |

| Arbitro: | Romanjuk |

| |           |  |
| van Dooren 5’, 17’ te Brake 59’ Knol 72’ Andradóttir 75’ Verdaasdonk 77’ Ravensbergen 90+2’ (rig.) | Marcatori |  |

##### Finale 3º posto
| Arbitro: | Allayiotou |

|                    |           |  |
| Mustafa 38’, 90+2’ | Marcatori |  |

##### Finale
| Arbitro: | Bolić |

|                                                 |           |  |
| Hulst 22’, 40’ van Dijk 42’, 90’ van Dooren 69’ | Marcatori |  |

#### Gruppo 6

##### Tabellone
|  | Semifinali      | Semifinali      | Semifinali |      |                 | Finale          | Finale          | Finale          |  |
|  |                 |                 |            |      |                 |                 |                 |                 |  |
|  | Apollōn Lemesou | Apollōn Lemesou | 3          |      |                 |                 |                 |                 |  |
|  | Apollōn Lemesou | Apollōn Lemesou | 3          |      |                 |                 |                 |                 |  |
|  | P'yownik        | P'yownik        | 0          |      |                 |                 |                 |                 |  |
|  | P'yownik        | P'yownik        | 0          |      | Apollōn Lemesou | Apollōn Lemesou | 2               |                 |  |
|  |                 |                 |            |      | Apollōn Lemesou | Apollōn Lemesou | 2               |                 |  |
|  |                 |                 | Mura       | Mura | 3               |                 |                 |                 |  |
|  | Mura            | Mura            | Mura       | Mura | 3               | 3               |                 |                 |  |
|  | Mura            | Mura            |            |      |                 | 3               |                 |                 |  |
|  | Glentoran       | Glentoran       | 2          |      |                 | Finale 3º posto | Finale 3º posto | Finale 3º posto |  |
|  | Glentoran       | Glentoran       | 2          |      |                 |                 |                 |                 |  |
|  |                 |                 |            |      |                 |                 |                 |                 |  |
|  |                 |                 |            |      |                 | P'yownik        | P'yownik        | 0               |  |
|  |                 |                 |            |      |                 | P'yownik        | P'yownik        | 0               |  |
|  |                 |                 |            |      |                 | Glentoran       | Glentoran       | 1               |  |

##### Semifinali
| Arbitro: | Søkjær |

|                                              |           |                               |
| Makovec 15’ Malakhova 29’ Vilčnik 56’ (rig.) | Marcatori | 59’ McCarron 71’ (rig.) Vance |

| Arbitro: | Mačikunytė |

|                                       |           |  |
| Hudson 45+6’ Surpris 51’ Oppong 90+5’ | Marcatori |  |

##### Finale 3º posto
| Arbitro: | Terteleac |

|            |           |  |
| Wilson 37’ | Marcatori |  |

##### Finale
| Arbitro: | Michel |

|                    |           |                               |
| Guns 38’ Freda 79’ | Marcatori | 15’, 84’ Makovec 30’ Šoštarič |

#### Gruppo 7

##### Tabellone
|  | Semifinali       | Semifinali       | Semifinali       |                  |      | Finale          | Finale          | Finale          |  |
|  |                  |                  |                  |                  |      |                 |                 |                 |  |
|  | PAOK (dts)       | PAOK (dts)       | 2                |                  |      |                 |                 |                 |  |
|  | PAOK (dts)       | PAOK (dts)       | 2                |                  |      |                 |                 |                 |  |
|  | Kiryat Gat       | Kiryat Gat       | 1                |                  |      |                 |                 |                 |  |
|  | Kiryat Gat       | Kiryat Gat       | 1                |                  | PAOK | PAOK            | 0               |                 |  |
|  |                  |                  |                  |                  | PAOK | PAOK            | 0               |                 |  |
|  |                  |                  | Servette Chênois | Servette Chênois | 2    |                 |                 |                 |  |
|  | Servette Chênois | Servette Chênois | Servette Chênois | Servette Chênois | 2    | 1               |                 |                 |  |
|  | Servette Chênois | Servette Chênois |                  |                  |      | 1               |                 |                 |  |
|  | Pogoń Stettino   | Pogoń Stettino   | 0                |                  |      | Finale 3º posto | Finale 3º posto | Finale 3º posto |  |
|  | Pogoń Stettino   | Pogoń Stettino   | 0                |                  |      |                 |                 |                 |  |
|  |                  |                  |                  |                  |      |                 |                 |                 |  |
|  |                  |                  |                  |                  |      | Kiryat Gat      | Kiryat Gat      | 0               |  |
|  |                  |                  |                  |                  |      | Kiryat Gat      | Kiryat Gat      | 0               |  |
|  |                  |                  |                  |                  |      | Pogoń Stettino  | Pogoń Stettino  | 1               |  |

##### Semifinali
| Arbitro: | Domingos |

|                              |           |                     |
| Koskeridou 47’ Helmvall 111’ | Marcatori | 80’ (rig.) Pastilha |

| Arbitro: | Jermolajeva |

|                 |           |  |
| Jonušaitė 90+2’ | Marcatori |  |

##### Finale 3º posto
| Arbitro: | Vuorio |

|  |           |          |
|  | Marcatori | 12’ Crim |

##### Finale
| Arbitro: | Georgieva |

|                                    |           |  |
| Jonušaitė 67’ (rig.) Revelli 90+1’ | Marcatori |  |

#### Gruppo 8

##### Tabellone
|  | Semifinali       | Semifinali       | Semifinali  |             |               | Finale           | Finale           | Finale          |  |
|  |                  |                  |             |             |               |                  |                  |                 |  |
|  | BIIK Kazygurt    | BIIK Kazygurt    | 3           |             |               |                  |                  |                 |  |
|  | BIIK Kazygurt    | BIIK Kazygurt    | 3           |             |               |                  |                  |                 |  |
|  | NSA Sofia        | NSA Sofia        | 0           |             |               |                  |                  |                 |  |
|  | NSA Sofia        | NSA Sofia        | 0           |             | BIIK Kazygurt | BIIK Kazygurt    | 0                |                 |  |
|  |                  |                  |             |             | BIIK Kazygurt | BIIK Kazygurt    | 0                |                 |  |
|  |                  |                  | Galatasaray | Galatasaray | 5             |                  |                  |                 |  |
|  | RFCU Lussemburgo | RFCU Lussemburgo | Galatasaray | Galatasaray | 5             | 1                |                  |                 |  |
|  | RFCU Lussemburgo | RFCU Lussemburgo |             |             |               | 1                |                  |                 |  |
|  | Galatasaray      | Galatasaray      | 4           |             |               | Finale 3º posto  | Finale 3º posto  | Finale 3º posto |  |
|  | Galatasaray      | Galatasaray      | 4           |             |               |                  |                  |                 |  |
|  |                  |                  |             |             |               |                  |                  |                 |  |
|  |                  |                  |             |             |               | NSA Sofia        | NSA Sofia        | 0               |  |
|  |                  |                  |             |             |               | NSA Sofia        | NSA Sofia        | 0               |  |
|  |                  |                  |             |             |               | RFCU Lussemburgo | RFCU Lussemburgo | 2               |  |

##### Semifinali
| Arbitro: | Pearson |

|                                |           |  |
| Gabelia 45+1’, 55’ Serrant 66’ | Marcatori |  |

| Arbitro: | Mylopoúlou |

|              |           |                                                          |
| Quatrana 61’ | Marcatori | 16’ (rig.) Topçu 32’ Stašková 45+5’ Karabulut 90+1’ Usme |

##### Finale 3º posto
| Arbitro: | Lisiecka-Sęk |

|                   |           |  |
| Quatrana 55’, 67’ | Marcatori |  |

##### Finale
| Arbitro: | Živković |

|  |           |                                                    |
|  | Marcatori | 8’, 66’, 90+4’ Malado Diallo 20’ Stašková 70’ Usme |

#### Gruppo 9

##### Tabellone
|  | Semifinali            | Semifinali            | Semifinali      |                 |        | Finale          | Finale          | Finale          |  |
|  |                       |                       |                 |                 |        |                 |                 |                 |  |
|  | Osijek                | Osijek                | 2               |                 |        |                 |                 |                 |  |
|  | Osijek                | Osijek                | 2               |                 |        |                 |                 |                 |  |
|  | Spartak Myjava        | Spartak Myjava        | 0               |                 |        |                 |                 |                 |  |
|  | Spartak Myjava        | Spartak Myjava        | 0               |                 | Osijek | Osijek          | 2               |                 |  |
|  |                       |                       |                 |                 | Osijek | Osijek          | 2               |                 |  |
|  |                       |                       | Peamount United | Peamount United | 1      |                 |                 |                 |  |
|  | Dinamo-BGU            | Dinamo-BGU            | Peamount United | Peamount United | 1      | 1               |                 |                 |  |
|  | Dinamo-BGU            | Dinamo-BGU            |                 |                 |        | 1               |                 |                 |  |
|  | Peamount United (dts) | Peamount United (dts) | 2               |                 |        | Finale 3º posto | Finale 3º posto | Finale 3º posto |  |
|  | Peamount United (dts) | Peamount United (dts) | 2               |                 |        |                 |                 |                 |  |
|  |                       |                       |                 |                 |        |                 |                 |                 |  |
|  |                       |                       |                 |                 |        | Spartak Myjava  | Spartak Myjava  | 2               |  |
|  |                       |                       |                 |                 |        | Spartak Myjava  | Spartak Myjava  | 2               |  |
|  |                       |                       |                 |                 |        | Dinamo-BGU      | Dinamo-BGU      | 3               |  |

##### Semifinali
| Arbitro: | Misja |

|         |           |                     |
| Sas 33’ | Marcatori | 7’ Dolan 96’ Letmon |

| Arbitro: | Stávrou |

|                |           |  |
| Lojna 49’, 53’ | Marcatori |  |

##### Finale 3º posto
| Arbitro: | Andersen |

|                                               |           |                               |
| Kavaliova 73’ Siniauskaja 79’ Pilipenko 90+4’ | Marcatori | 36’ Kramlíková 45+2’ Bogorová |

##### Finale
| Arbitro: | Nurmustafina |

|                        |           |           |
| Lojna 47’ Petković 51’ | Marcatori | 4’ Beirne |

#### Gruppo 10

##### Tabellone
|  | Semifinali    | Semifinali    | Semifinali |         |             | Finale              | Finale              | Finale          |  |
|  |               |               |            |         |             |                     |                     |                 |  |
|  | Ferencváros   | Ferencváros   | 2          |         |             |                     |                     |                 |  |
|  | Ferencváros   | Ferencváros   | 2          |         |             |                     |                     |                 |  |
|  | Flora Tallinn | Flora Tallinn | 1          |         |             |                     |                     |                 |  |
|  | Flora Tallinn | Flora Tallinn | 1          |         | Ferencváros | Ferencváros         | 0                   |                 |  |
|  |               |               |            |         | Ferencváros | Ferencváros         | 0                   |                 |  |
|  |               |               | Vorskla    | Vorskla | 2           |                     |                     |                 |  |
|  | Vorskla       | Vorskla       | Vorskla    | Vorskla | 2           | 5                   |                     |                 |  |
|  | Vorskla       | Vorskla       |            |         |             | 5                   |                     |                 |  |
|  | SFK Rīga      | SFK Rīga      | 0          |         |             | Finale 3º posto     | Finale 3º posto     | Finale 3º posto |  |
|  | SFK Rīga      | SFK Rīga      | 0          |         |             |                     |                     |                 |  |
|  |               |               |            |         |             |                     |                     |                 |  |
|  |               |               |            |         |             | Flora Tallinn (dtr) | Flora Tallinn (dtr) | 0 (7)           |  |
|  |               |               |            |         |             | Flora Tallinn (dtr) | Flora Tallinn (dtr) | 0 (7)           |  |
|  |               |               |            |         |             | SFK Rīga            | SFK Rīga            | 0 (6)           |  |

##### Semifinali
| Arbitro: | Pingíou |

|                                                 |           |  |
| Osipyan 9’ Radionova 11’, 75’ Korsun 45+1’, 82’ | Marcatori |  |

| Arbitro: | Vehapi |

|                 |           |             |
| Edwards 1’, 62’ | Marcatori | 5’ Lillemäe |

##### Finale 3º posto
| Arbitro: | Torkelsen |

|                                                                                        |                      |                                                                      |
| Poļuhoviča Rožaščonoka Teļukeviča Ohadiwe Baļičeva Malinovska Vainere Valaka Hropataja | Tiri di rigore 6 – 7 | Palts Räämet Tammik Smirnova Lillemäe Purgats Panova Tarkmeel Õispuu |

##### Finale
| Arbitro: | González |

|                          |           |  |
| Korsun 29’ Kravčuk 90+4’ | Marcatori |  |

#### Gruppo 11

##### Tabellone
|  | Semifinali     | Semifinali     | Semifinali     |                |   | Finale    | Finale    | Finale |  |
|  |                |                |                |                |   |           |           |        |  |
|  |                |                |                |                |   | Vålerenga | Vålerenga | 3      |  |
|  |                |                |                |                |   | Vålerenga | Vålerenga | 3      |  |
|  |                |                | Farul Costanza | Farul Costanza | 1 |           |           |        |  |
|  | Mitrovica      | Mitrovica      | Farul Costanza | Farul Costanza | 1 | 0         |           |        |  |
|  | Mitrovica      | Mitrovica      |                |                |   |           |           |        |  |
|  | Farul Costanza | Farul Costanza | 4              |                |   |           |           |        |  |

##### Semifinale
| Arbitro: | Turi |

|  |           |                                               |
|  | Marcatori | 48’ Rus 58’ (aut.) Gashi 76’ Tabita 84’ Țabur |

##### Finale
| Arbitro: | Durmuş |

|                                      |           |           |
| Thorsnes 45+3’ Thomsen 48’ Sævik 78’ | Marcatori | 15’ Bratu |

### Percorso Piazzate

#### Gruppo 1

##### Tabellone
|  | Semifinali      | Semifinali      | Semifinali |      |            | Finale          | Finale          | Finale          |  |
|  |                 |                 |            |      |            |                 |                 |                 |  |
|  | Brøndby         | Brøndby         | 0          |      |            |                 |                 |                 |  |
|  | Brøndby         | Brøndby         | 0          |      |            |                 |                 |                 |  |
|  | Fiorentina      | Fiorentina      | 1          |      |            |                 |                 |                 |  |
|  | Fiorentina      | Fiorentina      | 1          |      | Fiorentina | Fiorentina      | 1               |                 |  |
|  |                 |                 |            |      | Fiorentina | Fiorentina      | 1               |                 |  |
|  |                 |                 | Ajax       | Ajax | 0          |                 |                 |                 |  |
|  | Ajax (dts)      | Ajax (dts)      | Ajax       | Ajax | 0          | 4               |                 |                 |  |
|  | Ajax (dts)      | Ajax (dts)      |            |      |            | 4               |                 |                 |  |
|  | Kolos Kovalivka | Kolos Kovalivka | 1          |      |            | Finale 3º posto | Finale 3º posto | Finale 3º posto |  |
|  | Kolos Kovalivka | Kolos Kovalivka | 1          |      |            |                 |                 |                 |  |
|  |                 |                 |            |      |            |                 |                 |                 |  |
|  |                 |                 |            |      |            | Brøndby         | Brøndby         | 2               |  |
|  |                 |                 |            |      |            | Brøndby         | Brøndby         | 2               |  |
|  |                 |                 |            |      |            | Kolos Kovalivka | Kolos Kovalivka | 1               |  |

##### Semifinali
| Arbitro: | Kulmala |

|                                                     |           |          |
| Hoekstra 65’ Keukelaar 96’ Noordam 109’ Sabajo 113’ | Marcatori | 26’ Tjan |

| Arbitro: | Bočková |

|  |           |                |
|  | Marcatori | 39’ Bonfantini |

##### Finale 3º posto
| Arbitro: | Wildfeuer |

|                             |           |                |
| Buchberg 9’ Hornemann 90+3’ | Marcatori | 90+2’ Voronina |

##### Finale
| Arbitro: | Byrne |

|  |           |            |
|  | Marcatori | 82’ Janogy |

#### Gruppo 2

##### Tabellone
|  | Semifinali         | Semifinali         | Semifinali |          |              | Finale          | Finale          | Finale          |  |
|  |                    |                    |            |          |              |                 |                 |                 |  |
|  | Sparta Praga (dts) | Sparta Praga (dts) | 3          |          |              |                 |                 |                 |  |
|  | Sparta Praga (dts) | Sparta Praga (dts) | 3          |          |              |                 |                 |                 |  |
|  | Linköping          | Linköping          | 1          |          |              |                 |                 |                 |  |
|  | Linköping          | Linköping          | 1          |          | Sparta Praga | Sparta Praga    | 0               |                 |  |
|  |                    |                    |            |          | Sparta Praga | Sparta Praga    | 0               |                 |  |
|  |                    |                    | Paris FC   | Paris FC | 2            |                 |                 |                 |  |
|  | Paris FC           | Paris FC           | Paris FC   | Paris FC | 2            | 9               |                 |                 |  |
|  | Paris FC           | Paris FC           |            |          |              | 9               |                 |                 |  |
|  | First Vienna       | First Vienna       | 0          |          |              | Finale 3º posto | Finale 3º posto | Finale 3º posto |  |
|  | First Vienna       | First Vienna       | 0          |          |              |                 |                 |                 |  |
|  |                    |                    |            |          |              |                 |                 |                 |  |
|  |                    |                    |            |          |              | Linköping       | Linköping       | 8               |  |
|  |                    |                    |            |          |              | Linköping       | Linköping       | 8               |  |
|  |                    |                    |            |          |              | First Vienna    | First Vienna    | 0               |  |

##### Semifinali
| Arbitro: | Guteva |

|                                                                              |           |  |
| Bourdieu 5’, 40’, 55’ Dufour 44’, 46’ Thiney 52’ Bussy 87’, 90+3’ Corboz 90’ | Marcatori |  |

| Arbitro: | Molnár |

|                                                            |           |           |
| N. Karlsson 67’ (aut.) Kotrčová 103’ Bartoňová 119’ (rig.) | Marcatori | 48’ Beard |

##### Finale 3º posto
| Arbitro: | Blockaja |

|                                                                                                  |           |  |
| Karlsson 27’ Olafsdottir Gros 33’ Dirdal 45+2’, 48’, 79’ Höcherl 49’ (aut.) Doran 63’ Lundin 75’ | Marcatori |  |

##### Finale
| Arbitro: | Anex |

|                       |           |  |
| Matéo 36’ Korošec 85’ | Marcatori |  |

#### Gruppo 3

##### Tabellone
|  | Semifinali      | Semifinali      | Semifinali |           |         | Finale          | Finale          | Finale          |  |
|  |                 |                 |            |           |         |                 |                 |                 |  |
|  | Arsenal         | Arsenal         | 6          |           |         |                 |                 |                 |  |
|  | Arsenal         | Arsenal         | 6          |           |         |                 |                 |                 |  |
|  | Rangers         | Rangers         | 0          |           |         |                 |                 |                 |  |
|  | Rangers         | Rangers         | 0          |           | Arsenal | Arsenal         | 1               |                 |  |
|  |                 |                 |            |           | Arsenal | Arsenal         | 1               |                 |  |
|  |                 |                 | Rosenborg  | Rosenborg | 0       |                 |                 |                 |  |
|  | Atlético Madrid | Atlético Madrid | Rosenborg  | Rosenborg | 0       | 2 (2)           |                 |                 |  |
|  | Atlético Madrid | Atlético Madrid |            |           |         | 2 (2)           |                 |                 |  |
|  | Rosenborg (dtr) | Rosenborg (dtr) | 2 (3)      |           |         | Finale 3º posto | Finale 3º posto | Finale 3º posto |  |
|  | Rosenborg (dtr) | Rosenborg (dtr) | 2 (3)      |           |         |                 |                 |                 |  |
|  |                 |                 |            |           |         |                 |                 |                 |  |
|  |                 |                 |            |           |         | Rangers         | Rangers         | 0               |  |
|  |                 |                 |            |           |         | Rangers         | Rangers         | 0               |  |
|  |                 |                 |            |           |         | Atlético Madrid | Atlético Madrid | 3               |  |

##### Semifinali
| Arbitro: | Pejković |

|                                       |                      |                                      |
| Benítez 20’ Lauren 119’               | Marcatori            | 90+1’ Holum 105+1’ Tomter            |
| Otermin Jensen G. García Pinto Medina | Tiri di rigore 2 – 3 | Åhgren Sørum Marcussen Dahl Harviken |

| Arbitro: | Grigonė |

|                                                      |           |  |
| Foord 16’, 59’, 69’, 90’ Russo 60’ Little 86’ (rig.) | Marcatori |  |

##### Finale 3º posto
| Arbitro: | Vekkeli |

|                                      |           |  |
| Jensen 42’ Guijarro 63’ Bøe Risa 77’ | Marcatori |  |

##### Finale
| Arbitro: | Diakow |

|            |           |  |
| Maanum 19’ | Marcatori |  |

#### Gruppo 4

##### Tabellone
|  | Semifinali            | Semifinali            | Semifinali       |                  |            | Finale                | Finale                | Finale          |  |
|  |                       |                       |                  |                  |            |                       |                       |                 |  |
|  | FK Minsk              | FK Minsk              | 1                |                  |            |                       |                       |                 |  |
|  | FK Minsk              | FK Minsk              | 1                |                  |            |                       |                       |                 |  |
|  | Breiðablik            | Breiðablik            | 6                |                  |            |                       |                       |                 |  |
|  | Breiðablik            | Breiðablik            | 6                |                  | Breiðablik | Breiðablik            | 0                     |                 |  |
|  |                       |                       |                  |                  | Breiðablik | Breiðablik            | 0                     |                 |  |
|  |                       |                       | Sporting Lisbona | Sporting Lisbona | 2          |                       |                       |                 |  |
|  | Eintracht Francoforte | Eintracht Francoforte | Sporting Lisbona | Sporting Lisbona | 2          | 0                     |                       |                 |  |
|  | Eintracht Francoforte | Eintracht Francoforte |                  |                  |            | 0                     |                       |                 |  |
|  | Sporting Lisbona      | Sporting Lisbona      | 2                |                  |            | Finale 3º posto       | Finale 3º posto       | Finale 3º posto |  |
|  | Sporting Lisbona      | Sporting Lisbona      | 2                |                  |            |                       |                       |                 |  |
|  |                       |                       |                  |                  |            |                       |                       |                 |  |
|  |                       |                       |                  |                  |            | FK Minsk              | FK Minsk              | 0               |  |
|  |                       |                       |                  |                  |            | FK Minsk              | FK Minsk              | 0               |  |
|  |                       |                       |                  |                  |            | Eintracht Francoforte | Eintracht Francoforte | 6               |  |

##### Semifinali
| Arbitro: | Valentová |

|  |           |                       |
|  | Marcatori | 14’ Neto 90+4’ Borges |

| Arbitro: | Sipos |

|                  |           |                                                                                  |
| Mirašničenka 39’ | Marcatori | 2’ V. Kristjánsdóttir 23’, 53’, 79’ Ásbjörnsdóttir 26’ A. Bjarnadóttir 34’ Smith |

##### Finale 3º posto
| Arbitro: | Saribekyan |

|                                                   |           |  |
| Chiba 12’, 90’ Freigang 15’, 28’, 45+2’ Gräwe 69’ | Marcatori |  |

##### Finale
| Arbitro: | Bianchi |

|  |           |                    |
|  | Marcatori | 4’, 74’ Encarnação |

## Secondo turno

### Sorteggio
Il sorteggio per il secondo turno di qualificazione si è tenuto il 9 settembre 2024. Le 24 squadre ammesse al secondo turno sono state divise in due percorsi: 14 squadre nel percorso Campioni e 10 squadre nel percorso Piazzate. In ciascuno dei due percorsi le squadre sono state suddivise in due gruppi ("teste di serie" e "non teste di serie") in base al ranking UEFA per club. Secondo la procedura per il sorteggio squadre appartenenti alla stessa federazione non possono essere sorteggiate contro, mentre la squadra estratta per prima gioca la gara d'andata in casa.
| Teste di serie      | Coeff    | Non teste di serie | Coeff    |
| Campioni            | Campioni | Campioni           | Campioni |
| ------------------- | -------- | ------------------ | -------- |
| Benfica             | 36,800   | Anderlecht         | 14,400   |
| Slavia Praga        | 33,466   | Servette Chênois   | 11,350   |
| St. Pölten          | 32,250   | Mura               | 10,800   |
| Roma                | 28,800   | Osijek             | 6,700    |
| Twente              | 18,400   | Celtic             | 6,400    |
| Vålerenga           | 15,300   | Hammarby           | 4,999    |
| Vorskla             | 14,800   | Galatasaray        | 1,500    |
| Piazzate            |          |                    |          |
| Paris Saint-Germain | 98,966   | Juventus           | 40,800   |
| Wolfsburg           | 92,799   | Häcken             | 34,999   |
| Arsenal             | 57,999   | Paris FC           | 26,666   |
| Real Madrid         | 41,633   | Fiorentina         | 16,800   |
| Manchester City     | 40,999   | Sporting Lisbona   | 6,800    |

### Risultati
Le partite di andata si sono disputate il 18 e 19 settembre 2024, mentre le partite di ritorno si sono disputate il 25 e 26 settembre.
| Squadra 1        | Totale   | Squadra 2           | Andata   | Ritorno     |
| Campioni         | Campioni | Campioni            | Campioni | Campioni    |
| ---------------- | -------- | ------------------- | -------- | ----------- |
| St. Pölten       | 8 - 0    | Mura                | 3 - 0    | 5 - 0       |
| Hammarby         | 3 - 2    | Benfica             | 1 - 2    | 2 - 0       |
| Osijek           | 1 - 8    | Twente              | 1 - 4    | 0 - 4       |
| Galatasaray      | 4 - 3    | Slavia Praga        | 2 - 2    | 2 - 1 (dts) |
| Roma             | 10 - 3   | Servette Chênois    | 3 - 1    | 7 - 2       |
| Anderlecht       | 1 - 5    | Vålerenga           | 1 - 2    | 0 - 3       |
| Vorskla          | 0 - 3    | Celtic              | 0 - 1    | 0 - 2       |
| Piazzate         |          |                     |          |             |
| Sporting Lisbona | 2 - 5    | Real Madrid         | 1 - 2    | 1 - 3       |
| Juventus         | 5 - 2    | Paris Saint-Germain | 3 - 1    | 2 - 1       |
| Paris FC         | 0 - 8    | Manchester City     | 0 - 5    | 0 - 3       |
| Fiorentina       | 0 - 12   | Wolfsburg           | 0 - 7    | 0 - 5       |
| Häcken           | 1 - 4    | Arsenal             | 1 - 0    | 0 - 4       |

#### Andata

##### Campioni
| Arbitro: | Diakow |

|           |           |                                                    |
| Balić 27’ | Marcatori | 7’ Peddemors 54’ Tuin 70’ Van Dijk 77’ Andradóttir |

| Arbitro: | Byrne |

|                             |           |              |
| Minami 38’ Viens 85’, 90+3’ | Marcatori | 55’ Korhonen |

| Arbitro: | Bočková |

|              |           |                              |
| Blakstad 16’ | Marcatori | 39’ Martín-Prieto 47’ Norton |

| Arbitro: | Bianchi |

|            |           |                      |
| Vătafu 29’ | Marcatori | 14’ Kovacs 16’ Sævik |

| Arbitro: | Terteleac |

|                   |           |                                 |
| Stašková 56’, 66’ | Marcatori | 76’ Szewieczková 90+7’ Košíková |

| Arbitro: | Blockaja |

|                                  |           |  |
| Dubcová 65’ Pekel 73’ Križaj 79’ | Marcatori |  |

| Arbitro: | Pachtova |

|  |           |          |
|  | Marcatori | 5’ Agnew |

##### Piazzate
| Arbitro: | Bastos |

|  |           |                                                |
|  | Marcatori | 36’ Miedema 38’, 58’ Park 49’ Fowler 79’ Kelly |

| Arbitro: | Michel |

|                                        |           |             |
| Vangsgaard 7’ Cantore 34’ Bennison 61’ | Marcatori | 12’ Samoura |

| Arbitro: | Hussein |

|             |           |  |
| Tindell 77’ | Marcatori |  |

| Arbitro: | Vekkeli |

|  |           |                                                            |
|  | Marcatori | 6’, 24’ Hegering 38’, 53’, 57’ Popp 44’ Brand 83’ Endemann |

| Arbitro: | Rusta |

|                    |           |                                |
| Bravo 45+4’ (rig.) | Marcatori | 11’ del Castillo 90+6’ Leupolz |

#### Ritorno

##### Campioni
| Arbitro: | Guteva |

|                    |           |                           |
| Karataş 31’ (aut.) | Marcatori | 50’ Karabulut 100’ Parlak |

| Arbitro: | Peşu |

|                                  |           |  |
| Bjelde 70’ Thomsen 75’ Sævik 81’ | Marcatori |  |

| Arbitro: | Grundbacher |

|  |           |                             |
|  | Marcatori | 16’ Blakstad 90+5’ Tandberg |

| Arbitro: | Antoniou |

|  |           |                                                     |
|  | Marcatori | 3’, 10’ Mädl 34’ Pekel 67’ Vračević 88’ (rig.) Zver |

| Arbitro: | Cvetković |

|                       |           |                                                                          |
| Saoud 23’ Marchão 59’ | Marcatori | 12’ Haavi 14’, 56’ Dragoni 42’ Giugliano 45+1’ Kumagai 62’, 90’ Giacinti |

| Arbitro: | Rivera Olmedo |

|                                                  |           |  |
| Van Dooren 25’ Tuin 38’ Te Brake 45+1’ Galic 50’ | Marcatori |  |

| Arbitro: | Lehtovaara |

|                         |           |  |
| Lawton 52’ McGregor 63’ | Marcatori |  |

##### Piazzate
| Arbitro: | Frappart |

|                                                  |           |  |
| Kalma 3’ Endemann 33’, 49’ Brand 77’ Sellner 89’ | Marcatori |  |

| Arbitro: | Klarlund |

|                     |           |                         |
| Leuchter 54’ (rig.) | Marcatori | 3’ Cantore 72’ Bonansea |

| Arbitro: | Shukrula |

|                               |           |           |
| Toletti 7’, 51’ Redondo 90+4’ | Marcatori | 5’ Capeta |

| Arbitro: | Augustyn |

|                               |           |  |
| Kelly 2’ Shaw 31’, 65’ (rig.) | Marcatori |  |

| Arbitro: | Campos |

|                                             |           |  |
| Wälti 23’ Caldentey 40’ Mead 49’ Maanum 78’ | Marcatori |  |